# Caçadores Cósmicos
Os Caçadores Cósmicos são uma raça de andróides extraterrestres do Universo DC.

## Histórico
Os Caçadores Cósmicos foram uma tentativa falha dos Guardiões do universo de criar uma polícia intergalática para combater o mal no cosmos, antes da Tropa dos Lanternas Verdes. Os andróides usavam pistolas que recarregavam em baterias em forma de lanterna, similares aos Lanternas Verdes. Por milênios, eles serviram os Guardiões, mas então se rebelaram. Os Guardiões destruíram vários deles e retiraram o poder dos que restaram, de modo que os andróides se tornaram meros párias em seus planetas. Entretanto, eles se reorganizaram como o Culto dos Caçadores e se infiltraram disfarçados como seres vivos pelo Universo, treinando outros para servirem a seus propósitos.
Na Terra, eles foram responsáveis pela criação dos heróis chamados de Caçador: Dan Richards, Paul Kirk e Mark Shaw. Eles também forneceram a Molly Maine óculos especiais, que ela usou para tornar-se a Arlequim, vilã de Lanterna Verde Alan Scott. Eles também estavam no Eixo, desenvolvendo tecnologia de armas para os nazistas.

## Milênio
Os Caçadores são responsáveis pelo evento conhecido como Milênio, onde tentaram impedir os planos dos Guardiões de evoluírem um grupo de terrestres nos Novos Guardiões. Descobriu-se nesse ponto que muitas pessoas ligadas aos heróis da Terra eram agentes a serviço dos Caçadores: Lana Lang, amiga de Superman em Smallville, era uma agente controlada mentalmente pelos Caçadores; O primeiro Soviete Supremo a integrar a Liga da Justiça Internacional na verdade era um andróide Caçador Cósmico disfarçado; até o deus Pan, entre os deuses do Olimpo, na verdade havia morrido e estava sendo personificado por um Caçador. No fim, os andróides foram frustrados pelos heróis da Terra. No entanto, a ameaça deles não está terminada. No século XXX, Laurel Kent, alegada descendente de Superman, na verdade é um dos andróides Caçadores infiltrados na Legião dos Super-heróis.

## Pós- Crepúsculo Esmeralda
Kyle Rayner encontrou os Caçadores pouco tempo após a destruição da Bateria Central de Oa por Hal Jordan (que estava sob influência da criatura Parallax). Eram indivíduos senscientes e capturaram Kyle na tentativa de usar o último anel energético restante na época (o de Kyle)  os próprios propósitos deles. Os Caçadores falharam e Kyle escapou.

## Setor 3601
Após terem sido substituídos pela Tropa dos Lanternas Verdes, os Caçadores se refugiaram em Biot, sua base no Setor 3601— uma área não mapeada do espaço incapaz de manter vida orgânica. Hank Henshaw, o Superciborgue, foi até Biot e se tornou o novo Grande Mestre dos Caçadores. Ele usou seu domínio sobre máquinas e tecnologia kryptoniana para promover melhoras e atualizações nos Caçadores, dotando-os de melhoramentos orgânicos. Eles parecem ter refeito a primeira Bateria Central originalmente destruída por Hal Jordan (sob influência de Parallax). Henshaw decidiu não interferir na reformulação da Tropa.

## A Guerra dos Anéis
Os Caçadores passaram recentemente a integrar a Tropa Sinestro, carregando dentro de si miniaturas de Baterias de Força amarelas– para que os integrantes da Tropa Sinestro pudessem recarregar seus anéis.

## Origem Secreta
No arco de histórias Green Lantern: Secret Origin, que reconta o início da carreira de Hal Jordan como Lanterna Verde, é revelado que os Caçadores sofreram um problema de programação que os fez eliminar toda a vida do setor espacial 666, acreditando ser maligna. Esse evento fez surgir as Cinco Inversões, os únicos sobreviventes do massacre, que juraram fazer com que os Guardiões paguem pelo que suas criações fizeram.

## Outras Mídias
Os Caçadores aparecem no episódio-duplo Na Noite Mais Escura do desenho Liga da Justiça, baseado em história No Man Escapes The Manhunters de Justice League of America #140-141 (1977) na Fase Satélite (trocando Hal Jordan por John Stewart).